# Tremors (série de films)
 Pour plus de détails, voir Fiche technique et Distribution
Tremors est une série de film américains. Elle est constituée de sept films. La série connait également une série télévisée.

## Synopsis
Tremors
La petite communauté de Perfection dans le Nevada est menacée par un monstre géant sorti de terre. Cette espece de ver geant, surnommé le Graboid, possède une force et une vitesse incroyable ainsi que des tentacules très dangereux. Valentine "Val" McKee, homme à tout faire touche-à-tout, vit de petits boulots en ville avec son partenaire Earl Bassett. Ils vont être parmi les premiers à découvir un cadavre, victime de l'attaque de la créature.
Tremors 2 : Les Dents de la Terre
Quelques années plus tard, Val McKee a déménagé et épousé Rhonda LeBeck. Earl Basset a gaspillé toute sa fortune dans un ranch d'autruches qui n'a pas fonctionné. Earl est approché par Carlos Ortega, qui l'informe que les Graboids ont tué ses ouvriers dans son champ pétrolifère à Chiapas au Mexique, et l'engage pour les traquer. Earl refuse tout d'abord la proposition, mais se laisse finalement tenter par une offre de 50 000 $ pour chaque Graboid tué. À son arrivée, il apprend qu'on lui paierait même le double s'il attrape l'une des créatures vivantes. Il rencontre notamment la géologue Kate Reilly qui étudie les Graboids.
Tremors 3 : Le Retour
L'aventurier Burt Gummer retourne dans sa ville natale de Perfection au Nevada, après une chasse aux Shriekers à El Chaco en Argentine. Depuis les premières attaques de Graboid, l'équipement de la ville pour suivre les activités de Graboid est tombé en ruine en raison de la négligence des résidents locaux Miguel, Nancy Sterngood et sa fille Mindy. Desert Jack Sawyer a organisé un parc pour des safaris où sont présentés de faux Graboïds. L'un des safaris se passe mal et ils sont attaqués par de vrais Graboïds. Demandant l'aide de Burt et d'une vendeuse, ils vont combattre les Graboïds qui ont évolué dans une troisième forme : les "culs voltigeurs".
Tremors 4 : La légende commence
En 1889, les habitants de Rejection sont totalement dépendants des revenus de la mine d'argent de la région. Un jour, une source chaude fait éclore des œufs de graboïdes, entraînant la mort de 17 mineurs. Le propriétaire des lieux, Hiram Gummer (arrière-grand-père de Burt Gummer), se rend alors en ville pour résoudre le problème.
Tremors 5: Bloodlines
Burt Gummer — devenu depuis star d'une web-série de survivalisme — est contacté pour combattre les Graboïdes en Afrique du Sud.
Tremors: A Cold Day in Hell
Burt Gummer et son fils Travis se rendent dans le Nunavut au Canada pour affronter une meute de Graboïdes qui attaque en permanence une station de recherche scientifique. Burt y retrouve Valerie McKee, la fille de Val.
Tremors: Shrieker Island
Aux Îles Salomon, des Graboïdes et des Shriekers sont laissés en liberté et servent de cibles à des chasseurs fortunés en quête de sensations fortes. Mais bientôt, les créatures deviennent incontrôlables et dangereuses pour le reste de la population. Jasmine Welker, scientifique chargée d'une réserve naturelle et Jimmy son bras droit, n'ont plus le choix et doivent faire appel au seul homme capable de les délivrer de ces abominations : Burt Gummer. Il se trouve qu'elle est aussi la mère de Travis Welker et l'ancienne compagne de Burt. Des retrouvailles inattendues pour une aventure qui va s'avérer être dangereuse pour le survivaliste.

## Fiche technique
| Équipe       | Films                                   | Films                             | Films                               | Films                               | Films                 | Films                       | Films                         |
| Équipe       | Tremors                                 | Tremors 2 : Les Dents de la Terre | Tremors 3 : Le Retour               | Tremors 4 : La légende commence     | Tremors 5: Bloodlines | Tremors: A Cold Day in Hell | Tremors: Shrieker Island      |
| ------------ | --------------------------------------- | --------------------------------- | ----------------------------------- | ----------------------------------- | --------------------- | --------------------------- | ----------------------------- |
| Réalisateurs | Ron Underwood                           | S. S. Wilson                      | Brent Maddock                       | S. S. Wilson                        | Don Michael Paul      | Don Michael Paul            | Don Michael Paul              |
| Scénaristes  | Brent Maddock                           | Brent Maddock                     | Brent Maddock (histoire uniquement) | Brent Maddock (histoire uniquement) | William Truesmith     |                             | Don Michael Paul              |
| Scénaristes  | S. S. Wilson                            | S. S. Wilson                      | S. S. Wilson (histoire uniquement)  | S. S. Wilson (histoire uniquement)  | M. A. Deuce           |                             | Brian Brightly                |
| Scénaristes  |                                         |                                   | John Whelpley                       | Scott Buck                          | John Whelpley         | John Whelpley               |                               |
| Photographie | Alexander Gruszynski                    | Virgil L. Harper                  | Virgil L. Harper                    | Virgil L. Harper                    | Michael Swan          | Hein de Vos                 | Alexander Krumov              |
| Musique      | Ernest Troost                           | Jay Ferguson                      | Kevin Kiner                         | Jay Ferguson                        | Frederik Wiedmann     | Frederik Wiedmann           | Frederik Wiedmann             |
| Production   | Gale Anne HurdBrent MaddockS. S. Wilson | Nancy RobertsChristopher DeFaria  | Nancy RobertsS. S. Wilson           | Nancy Roberts                       | Ogden Gavanski        | Mike Elliott                | Todd WilliamsChris Lowenstein |

## Distribution
| Personnages            | Films              | Films                             | Films                 | Films                           | Films                 | Films                       | Films                    | Série TV            |
| Personnages            | Tremors            | Tremors 2 : Les Dents de la Terre | Tremors 3 : Le Retour | Tremors 4 : La légende commence | Tremors 5: Bloodlines | Tremors: A Cold Day in Hell | Tremors: Shrieker Island | Tremors             |
| Personnages            | 1990               | 1996                              | 2001                  | 2004                            | 2015                  | 2018                        | 2020                     | 2003                |
| ---------------------- | ------------------ | --------------------------------- | --------------------- | ------------------------------- | --------------------- | --------------------------- | ------------------------ | ------------------- |
| Burt Gummer            | Michael Gross      | Michael Gross                     | Michael Gross         |                                 | Michael Gross         | Michael Gross               | Michael Gross            | Michael Gross       |
| Hiram Gummer           |                    |                                   |                       | Michael Gross                   |                       |                             |                          |                     |
| Earl Basset            | Fred Ward          | Fred Ward                         |                       |                                 |                       |                             |                          |                     |
| Valentine McKee        | Kevin Bacon        |                                   |                       |                                 |                       |                             |                          |                     |
| Rhonda LeBeck          | Finn Carter        |                                   |                       |                                 |                       |                             |                          |                     |
| Nancy Sterngood        | Charlotte Stewart  |                                   | Charlotte Stewart     |                                 |                       |                             |                          | Marcia Strassman    |
| Mindy Sterngood        | Ariana Richards    |                                   | Ariana Richards       |                                 |                       |                             |                          | Tinsley Grimes      |
| Melvin Plugg           | Robert Jayne       |                                   | Robert Jayne          |                                 |                       |                             |                          | Robert Jayne        |
| Miguel                 | Tony Genaro        |                                   | Tony Genaro           |                                 |                       |                             |                          |                     |
| Heather Gummer         | Reba McEntire      |                                   |                       |                                 |                       |                             |                          |                     |
| Walter Chang           | Victor Wong        |                                   |                       |                                 |                       |                             |                          |                     |
| Nestor Cunningham      | Richard Marcus     |                                   |                       |                                 |                       |                             |                          |                     |
| red                    | Michael Dan Wagner |                                   |                       | J. E. Freeman                   |                       |                             |                          |                     |
| Edgar Deems            | Sunshine Parker    |                                   |                       |                                 |                       |                             |                          |                     |
| Jim Wallace            | Conrad Bachmann    |                                   |                       |                                 |                       |                             |                          |                     |
| Megan Wallace          | Bibi Besch         |                                   |                       |                                 |                       |                             |                          |                     |
| Howard                 | John Goodwin       |                                   |                       |                                 |                       |                             |                          |                     |
| Carmine                | John Pappas        |                                   |                       |                                 |                       |                             |                          |                     |
| Grady Hoover           |                    | Christopher Gartin                |                       |                                 |                       |                             |                          |                     |
| Dr Kate Riley          |                    | Helen Shaver                      |                       |                                 |                       |                             |                          |                     |
| Julio                  |                    | Marco A. Hernandez                |                       |                                 |                       |                             |                          |                     |
| Señor Carlos Ortega    |                    | Marcelo Tubert                    |                       |                                 |                       |                             |                          |                     |
| Pedro                  |                    | Jose Ramon Rosario                |                       |                                 |                       |                             |                          |                     |
| Jack Sawyer            |                    |                                   | Shawn Christian       |                                 |                       |                             |                          |                     |
| Jodi Chang             |                    |                                   | Susan Chuang          |                                 |                       |                             |                          | Lela Lee            |
| Buford                 |                    |                                   | Billy Rieck           |                                 |                       |                             |                          |                     |
| Dr Andrew Merliss      |                    |                                   | Barry Livingston      |                                 |                       |                             |                          |                     |
| Charlie Rusk           |                    |                                   | John Pappas           |                                 |                       |                             |                          |                     |
| Frank Statler          |                    |                                   | Tom Everett           |                                 |                       |                             |                          |                     |
| Juan Pedilla           |                    |                                   |                       | Brent Roam                      |                       |                             |                          |                     |
| Pyong Chang            |                    |                                   |                       | Lo Ming                         |                       |                             |                          |                     |
| Lu Wan Chang           |                    |                                   |                       | Lydia Look                      |                       |                             |                          |                     |
| Fu Yien Chang          |                    |                                   |                       | Sam Ly                          |                       |                             |                          |                     |
| Christine Lord         |                    |                                   |                       | Sara Botsford                   |                       |                             |                          |                     |
| Black Hand Kelly       |                    |                                   |                       | Billy Drago                     |                       |                             |                          |                     |
| Tecopa                 |                    |                                   |                       | August Schellenberg             |                       |                             |                          |                     |
| Travis Welker          |                    |                                   |                       |                                 | Jamie Kennedy         | Jamie Kennedy               |                          |                     |
| Dr Nandi Montabu       |                    |                                   |                       |                                 | Pearl Thusi           |                             |                          |                     |
| Johan Dreyer           |                    |                                   |                       |                                 | Brandon Auret         |                             |                          |                     |
| Baruti                 |                    |                                   |                       |                                 | Rea Rangaka           |                             |                          |                     |
| Erick van Wyk          |                    |                                   |                       |                                 | Daniel Janks          |                             |                          |                     |
| Den Bravers            |                    |                                   |                       |                                 | Ian Roberts           |                             |                          |                     |
| Lucia                  |                    |                                   |                       |                                 | Natalie Becker        |                             |                          |                     |
| Ndebele Chieftain      |                    |                                   |                       |                                 | Ernest Ndhlovu        |                             |                          |                     |
| Dr Rita Sims           |                    |                                   |                       |                                 |                       | Tanya van Graan             |                          |                     |
| Valerie McKee          |                    |                                   |                       |                                 |                       | Jamie-Lee Money             |                          |                     |
| Hart Hansen            |                    |                                   |                       |                                 |                       | Kiroshan Naidoo             |                          |                     |
| Aklark                 |                    |                                   |                       |                                 |                       | Keeno Lee Hecto             |                          |                     |
| Swackhamer             |                    |                                   |                       |                                 |                       | Rob van Vuuren              |                          |                     |
| Mac                    |                    |                                   |                       |                                 |                       | Adrienne Pearce             |                          |                     |
| Dr Charles Ferezze     |                    |                                   |                       |                                 |                       | Francesco Nassimbeni        |                          |                     |
| M. Cutts               |                    |                                   |                       |                                 |                       | Paul du Toit                |                          |                     |
| Geo-Tech Vargas        |                    |                                   |                       |                                 |                       | Christie Peruso             |                          |                     |
| Dr D                   |                    |                                   |                       |                                 |                       | Jay Anstey                  |                          |                     |
| Jimmy                  |                    |                                   |                       |                                 |                       |                             | Jon Heder                |                     |
| Freddie                |                    |                                   |                       |                                 |                       |                             | Jackie Cruz              |                     |
| Bill                   |                    |                                   |                       |                                 |                       |                             | Richard Brake            |                     |
| Jasmine “Jas” Welker   |                    |                                   |                       |                                 |                       |                             | Caroline Langrishe       |                     |
| Anna                   |                    |                                   |                       |                                 |                       |                             | Cassie Clare             |                     |
| M. Bowtie              |                    |                                   |                       |                                 |                       |                             | Sahajak Boonthanakit     |                     |
| Wall Street            |                    |                                   |                       |                                 |                       |                             | Randy Kalsi              |                     |
| Ishimon                |                    |                                   |                       |                                 |                       |                             | Boonma Lamphon           |                     |
| Iris                   |                    |                                   |                       |                                 |                       |                             | Iris Park                |                     |
| Parkour Boy            |                    |                                   |                       |                                 |                       |                             | Aukrawut Rojaunawat      |                     |
| Mohawk                 |                    |                                   |                       |                                 |                       |                             | Bear Williams            |                     |
| Tyler Reed             |                    |                                   |                       |                                 |                       |                             |                          | Victor Browne       |
| Rosalita Sanchez       |                    |                                   |                       |                                 |                       |                             |                          | Gladys Jimenez      |
| W. D. Twitchell        |                    |                                   |                       |                                 |                       |                             |                          | Dean Norris         |
| Larry Norvel           |                    |                                   |                       |                                 |                       |                             |                          | J. D. Walsh         |
| Dr Cletus Poffenberger |                    |                                   |                       |                                 |                       |                             |                          | Christopher Lloyd   |
| Harlowe Winnemucca     |                    |                                   |                       |                                 |                       |                             |                          | Branscombe Richmond |
| Dr Casey Matthews      |                    |                                   |                       |                                 |                       |                             |                          | Sarah Rafferty      |
| Roger Garrett          |                    |                                   |                       |                                 |                       |                             |                          | Richard Biggs       |
| Frank                  |                    |                                   |                       |                                 |                       |                             |                          | Nicholas Turturro   |

## Accueil

### Critique
| Films                             | Rotten Tomatoes    | Metacritic            |
| --------------------------------- | ------------------ | --------------------- |
| Tremors                           | 88% (51 critiques) | 65/100 (13 critiques) |
| Tremors 2 : Les Dents de la Terre | 50% (8 critiques)  | NC                    |
| Tremors 3 : Le Retour             | 80% (5 critiques)  | NC                    |
| Tremors 4 : La légende commence   | non noté           | NC                    |
| Tremors 5: Bloodlines             | non noté           | NC                    |
| Tremors: A Cold Day in Hell       | 40% (5 critiques)  | NC                    |
| Tremors: Shrieker Island          | 44% (9 critiques)  | NC                    |